# Aparhant
Aparhant község Tolna vármegyében, a Bonyhádi járásban.

## Földrajza

### Fekvése
A falu Bonyhádtól 8 km-re északnyugatra, Szekszárdtól 28 km-re nyugatra, a Völgység szívében fekszik, melyet északról a Tolnai-Hegyhát, délről a Mecsek és keletről a Szekszárdi-dombság vesz körül. Aparhant központján a Bonyhád-Majostól Kurdig húzódó, a 6529-es és 6532-es utakat összekötő 6538-as út vezet keresztül; zsákfalunak tekinthető északi szomszédja, Nagyvejke az előbbi útból Aparhant északi szélén kiágazó 65 164-es úton érhető el.
A település legmagasabb pontjának, az Apari-szőlőhegynek tengerszint feletti magassága 226 méter, a legmélyebbé, az Apari 5-ös halastó vízszintjéé pedig 118 méter.
Szomszédos települések: északra Nagyvejke (7 km), északkeletre Bonyhádvarasd (légvonalban alig 5 km, de közúton 18 km), délkeletre Majos (4 km), délnyugatra Izmény (légvonalban alig 4 km, de közúton 18 km), északnyugatra Mucsfa (6 km).

### Éghajlata
Az évi átlagos csapadékmennyiség 500–600 mm között alakul. Az évi középhőmérséklet 10 C° felett van. A napsütéses órák száma meghaladja a 2100 órát. Az uralkodó szélirány északnyugati, az átlagos szélsebesség pedig eléri a 2,9 m/s-ot. Növénytermesztés szempontjából Aparhant igen jó fekvésű, hiszen az utolsó tavaszi fagyok ideje április közepére esik.

### Vízrajza
Patakok: Apari-patak, Hanti-patak, Cinkai-patak, Frank utcai-patak és Csurgó-patak.
Halastavak: az Apari-patak mentén öt, a Hanti-patak torkolatánál egy és a Csurgó-patak mellett is egy.

## Története

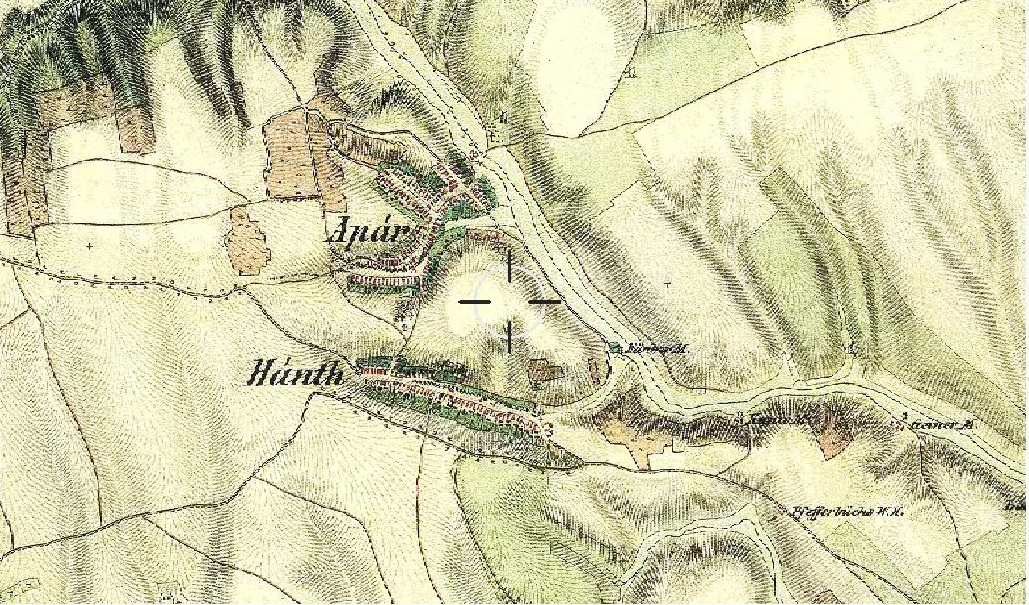
Apar és Hant

A községet 1940-ben hozták létre két település, Apar és Hant egyesítésével.
Apar nevét Apor kalandorvezérről kapta, akinek seregéhez tartozott a jól ismert Botond nevű katona is. Tolna megyében ugyanennek az Apor családnak két Apar nevű falu is a tulajdonában volt, az egyik a mai Pálfától mintegy másfél kilométerre északra található. Ez a török hódoltság alatt teljesen elpusztult, lakói elmenekültek. A másik a mai Apar, amely távolabb volt a török erődöktől és váraktól, így a török kiűzése után is fennmaradt, új telepesekkel szaporodott és fejlődött. A legkorábbi történelmi dokumentum, amelyben Aparunkról biztosan említést tesznek, V. Ince pápa 1276-ban kelt bullája. Ugyanez a bulla Hantót ("Hunta") is említi, ami megerősíti, hogy nem a törökök által elpusztított Aparra utal. A szótár szerint a Hant gyeptégla kunyhót, gyeptéglából épített kunyhót jelent. Hant a 11. században a Sák nemzetség lakhelye volt, temploma pedig már a 13. században állt. A honfoglaláskor elpusztult, lakói szétszóródtak. Római katolikus templomát a 18. század második felében építették újjá, amely ma késő barokk műemlék. A mai Apar a legrégebbi lakott település. A kedvező természeti környezet is magyarázza, hogy már a kőkorszakban lakott volt. Az újkőkortól a középkorig, a neolitikumtól a középkorig terjedő régészeti szórványleletek kerültek elő Aparon ifj. Csiszér Antal magángyűjteményéből Hanton. A rómaiak is lakták a helyet, a falu határában számos római kori érmét találtak. Minden valószínűség szerint a rómaiak után az avarok és a hunok is átvonultak a mai Aparhanton, és hódító őseink is korán elfoglalták.
Apar elődjének, Apornak első fennmaradt okleveles említése 1314-ből való; ekkor három nemest tiltottak el a birtok és az itt található Szűz Mária-kolostor használatától. A név később Apaar, Apor, Apoor, Apour, Apowr, Apur, Opor, Opoor, Opour, Opur, Opowr alakváltozatban is előfordult; személynévből eredhet, amely az apa főnév származéka lehetett. Innen származott Garázda Péter, Janus Pannonius költőtársa.
A prépostsággal rendelkező település a török hódoltság idején teljesen elpusztult, a 18. század elején a környékbeli településekhez hasonlóan német betelepülők népesítették be ismét. 1702-ben az "apari uradalmat" Zinzendorf Vencel grófnak, a bécsi pénzügyminiszternek adományozták. Az egész uradalomban öt falu volt, a többi puszta. A birtok központja Apar volt, innen ered az "Apari uradalom" elnevezés.
Apar lakossága az új telepesek bevándorlásának köszönhetően főként az 1743-46. és az 1754-58. és 1762. években nőtt jelentősen, míg Hant lakosságának változásában az 1744. és az 1756. év volt jelentős.
1945-ben bukovinai székelyek telepedtek le Aparhanton. 
1945 új korszakot jelentett a székelyek életében. Hirdetmény közölte az új úti célt, Bonyhádot. Az andrásfalvi székelyek Aparhantra kerültek 122 családdal, 568 lélekszámmal és 321 gyermekkel.
Érthető, hogy kezdetben – úgy mint a többi településen – Aparhanton is igen nagy ellentétek voltak a betelepített székelyek és a már itt lakó svábok között. Idővel ez az ellentét is gyengült és mára már békében él egymás mellett mind a sváb, mind a székely, mind a felvidéki nép.

## Nevezetességei
- Szent Bertalan római katolikus templom, 15. századi, gótikus stílusban épült
- Mihály arkangyal római katolikus templom, 18. századi, késő barokk stílusban épült
- Szent Vendel kápolna, 1903-ban épült
- Csiszér Antal magángyűjteménye – régészeti leletek az újkőkortól a középkorig

## Oktatás

### Története
Az apari iskola a Szent Bertalan templom melletti kis iskolában kezdte meg működését 1882-ben. Apar és Hant egyesülése után a Trerr-házból és a tehén istállókból átalakított részekkel bővült az aparhanti iskola.

### Iskola Hant

#### Története
A hanti iskola a mai óvoda épületében működött az aparhanti iskola megalakulásáig. 

#### Iskolaigazgatók
1990-től: Schunk József, Kianekné Györgyi, Sármány Gyula, Somogyvári Rita

## Közélete

### Polgármesterei
| Polgármester | Polgármester             | Polgármester | Megjegyzés                            |
| ------------ | ------------------------ | ------------ | ------------------------------------- |
| 1990–1994    | Szűcs György             | független    |                                       |
| 1994–1998    | Szűcs György             | független    |                                       |
| 1998–2002    | Szűcs György             | független    |                                       |
| 2002–2006    | Szűcs György             | független    |                                       |
| 2006–2010    | Szűcs György             | független    |                                       |
| 2010–2010    | Kenderesiné Szücs Ibolya | független    | hivataláról lemondott                 |
| 2010–2014    | Szűcs György             | független    | időközi választás: 2010. december 19. |
| 2014–2015    | betöltetlen              | betöltetlen  | betöltetlen                           |
| 2015–2019    | Csóka Attila             | független    |                                       |
| 2019–2024    | Dávid Tímea              | független    |                                       |
| 2024–        | Dávid Tímea              | független    |                                       |

A településen 2010 utolsó negyedévében két polgármester-választás is zajlott: miután ugyanis Kenderesné Szűcs Ibolyát a "rendes" önkormányzati választáson, október 3-án polgármesterré választották, október 15-én – mindössze 12 nap elteltével – le is mondott a tisztségéről. Az emiatt szükségessé vált időközi választást 2010. december 19-én tartották meg, két jelölt részvételével.
A következő, 2014-es önkormányzati választás keretében viszont Aparhanton nem lehetett polgármester-választást tartani, mert a posztra senki sem jelöltette magát. Az emiatt szükségessé vált időközi polgármester-választást 2015. január 25-én tartották meg, négy jelölt részvételével.

## Népesség
A település népességének alakulása:
| Lakosok száma | 1038 | 1021 | 1009 | 950  | 928  | 931  | 910  |
|               | 2013 | 2014 | 2015 | 2021 | 2022 | 2023 | 2024 |

A 2011-es népszámlálás során a lakosok 91,4%-a magyarnak, 3% cigánynak, 10,5% németnek, 0,4% szlováknak mondta magát (8,4% nem nyilatkozott; a kettős identitások miatt a végösszeg nagyobb lehet 100%-nál). A vallási megoszlás a következő volt: római katolikus 77,3%, református 2,6%, evangélikus 1,5%, felekezeten kívüli 4,2% (14,4% nem nyilatkozott).
2022-ben a lakosság 92,8%-a vallotta magát magyarnak, 8,1% németnek, 3% cigánynak, 0,3% románnak, 0,2% lengyelnek, 0,1-0,1% horvátnak, bolgárnak és ukránnak, 0,6% egyéb, nem hazai nemzetiségűnek (7,2% nem nyilatkozott; a kettős identitások miatt a végösszeg nagyobb lehet 100%-nál). Vallásuk szerint 54,2% volt római katolikus, 2% evangélikus, 0,9% református, 1,2% egyéb keresztény, 1,4% egyéb katolikus, 6,1% felekezeten kívüli (34,2% nem válaszolt).

## Aparhanti plébánosok
- Vizi János (1947–1963)
- Demse Péter (1963–1967)
- Kriszt Mátyás (1967–1981)
- Sebestyén András (1981–1994)
- Végvári Tibor dr. (1994–2002)
- Bukovics István (2002–2012)
- Matis Géza (2012–)

## Híres emberek

### Aparon vagy Hanton születtek
- Garázda Péter (Apar, 1448 – Esztergom, 1507) kiemelkedő 15. századi magyar humanista, költő és prózaíró
- Bitter Illés Béla[17] OCist (Apar, 1868. október 22. – Pécs, 1939. szeptember 26.) ciszterci szerzetes, főigazgató, tankönyvíró, germanista, a Szent István Akadémia tagja
- Faust Antal[18] (Apar, 1887. dec. 11. – Tevel, 1961. szept. 26.) plébános

### Aparon vagy Hanton éltek/élnek
- Wosinsky Mór[19] (Tolna, 1854. március 28. – Szekszárd, 1907. február 22.) apátplébános, régész, az MTA levelező tagja
- Kenderesi Tamás olimpiai és Európa-bajnoki bronzérmes, ifjúsági olimpiai bajnok magyar úszó

## Testvértelepülései
- Csíkbánkfalva, Románia[20]
- Debrőd, Szlovákia[20]